# Drachten
Drachten est une ville néerlandaise appartenant à la commune de Smallingerland dans la province de Frise.

## Expérience routière
Drachten est régulièrement l'objet de l'attention des médias pour son expérience il y a quelques années sur la circulation routière connue sous le nom de route nue. Tous les feux et panneaux de signalisation ont été retirés du centre-ville dans le but d'améliorer la sécurité routière, en se basant sur l'idée selon laquelle les conducteurs prêtent plus d'attention à leur environnement lorsqu'ils ne focalisent pas leur attention sur des panneaux de signalisation (à condition de connaître bien-sûr au préalable les règles de circulation routière). Auparavant, le centre-ville connaissait une moyenne de huit accidents par an. Depuis que les panneaux ont été retirés en 2003, le taux d'accident provoquant des blessures est tombé à 0,33 par an.
La ville allemande de Bohmte a lancé une expérience similaire en septembre 2007.

## Personnes liées à Drachten
- Johanna Eekman (1897-1960), résistante néerlandaise
- Fedde Schurer, (1898-1968), poète, journaliste et pacifiste.
- Erik Bosgraaf (1980-), flûtiste et musicologue
- Samira El Idrissi (1992-), taekwondoïste